# Pagode (monnaie)
Pour les articles homonymes, voir Pagode (homonymie).
La pagode est le nom générique d'une ancienne monnaie en or frappée en Inde dès le Xe siècle, avant l'arrivée des compagnies marchandes européennes, puis en accord avec ces dernières, entre le XVIIe siècle et le XIXe siècle.
Ce fut également une unité de mesure pour les métaux précieux (or, argent) et les diamants dans tout le sous-continent indien et à Sumatra.
Exprimé en grammes d'or titrant plus de 900 millièmes, le poids d'une pagode est en moyenne de 3,4 g, mais pouvait varier entre 3,25 et 3,55 g. 
D'un diamètre moyen de 11 mm, possédant une face recouverte d'un motif granulé, cette monnaie servit aux transactions entre royaumes du sud de l'Inde puis entre ces royaumes et les Européens : les Néerlandais, les Français, les Portugais, les Britanniques furent autorisés à frapper des pagodes. Les royaumes indiens qui en firent usage sont les anciennes dynasties Kadambas du Hangal (en) au Karnataka et à Goa, le Hoysala, le Travancore (qui en frappa jusqu'au début du XXe siècle), le Vijayanâgara, Mysore... En revanche, au nord de l'Inde circulait principalement le mohur d'or,.
À titre d'exemple, le tableau ci-dessous exprime les équivalences entre les différentes sortes de pièces or, argent et cuivre et le franc français en 1843 :
| Pagode | Roupie | Fanam (ou panam) | Cache (kāsu) | Franc-or |
| ------ | ------ | ---------------- | ------------ | -------- |
| 1      | 3.5    | 28               | 560          | 8,40     |
|        | 1      | 8                | 160          | 2,40     |
|        |        | 1                | 20           | 0,30     |
|        |        |                  | 1            | 0,015    |

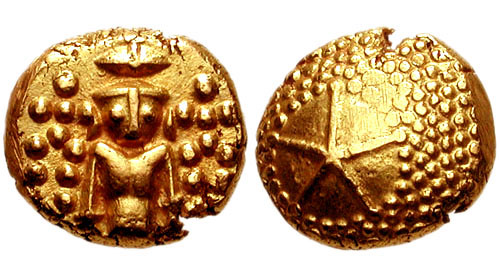
Pagode étoilée (revers) type Vishnou (avers), Présidence de Madras, 1740-1807, or, 3,33 g.

L'une des pagodes les plus titrées fut la pagode qui portait sur sa face granulée la marque d'une étoile (et parfois d'un croissant) : il fallait alors 1 000 roupies d'argent pour 130 pagodes étoilées.
La padoge circula en dehors de l'Inde : on en trouvait sur la cote orientale africaine, et jusqu'au nord de l'Australie.